# 立田清辰

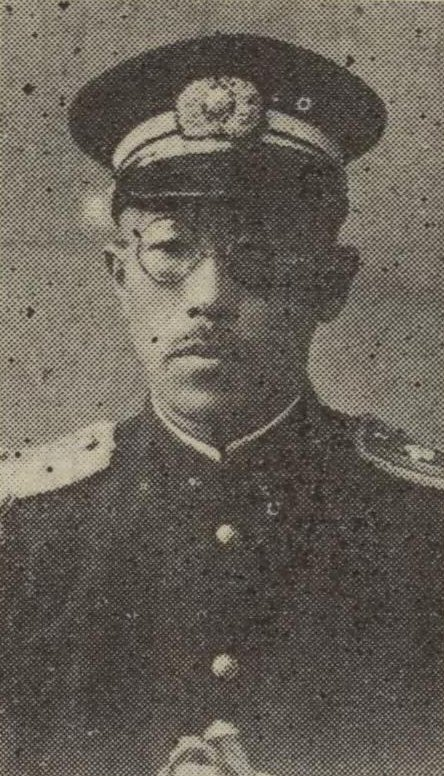
立田清辰

立田 清辰（たつた きよとき / きよたつ、1890年（明治23年）8月7日 - 1942年（昭和17年）7月28日）は、日本の内務・警察官僚。官選県知事。

## 経歴
岐阜県吉城郡出身。第七高等学校造士館を卒業。1916年、東京帝国大学法学部法律学科（独法）を卒業し、逓信省に入省。1918年10月、高等試験行政科試験に合格。1919年、内務省に転じ鳥取県属となる。
1919年、香川県警察部刑務課長に就任。以後、神奈川県警視、内務事務官、徳島県書記官・警察部長、茨城県書記官・警察部長、熊本県書記官・警察部長などを歴任。1929年、朝鮮総督府に転じ同事務官・警務局図書課長、同保安課長を務める。1933年、山梨県内務部長に転じ、1935年1月、宮城県書記官・総務部長に就任。
1936年4月、鳥取県知事に就任。前任知事の方針を基本的に踏襲し、従来の事業を見直した財源により、県立盲唖学校の創設、水産試験船建造、鳥取県振興会の設置などを実施した。1939年1月、千葉県知事に転任。戦時体制の確立などに尽力。1941年5月に知事を退任し、同年に退官。その後、住宅営団理事となった。

## 栄典
- 1940年（昭和15年）8月15日 - 紀元二千六百年祝典記念章[7]